# Hidari (bướm nhảy)
Hidari là một chi bướm ngày thuộc họ Bướm nâu.

## Các loài
- Hidari irava (Moore, [1858]) Từ Sumatra đến Bali, Malaya, Đông Dương.
- Hidari doesoena Martin, 1895 Sumatra, Đông Dương
- Hidari bhawani de Nicéville, [1889]  Nam Việt Nam.